# Jonah Hauer-King
Jonah Andre Hauer-King (Islington kerület, 1995. május 30. –) brit–amerikai színész.
Legismertebb szerepe Eric herceg A kis hableány (2023) című zenés fantasyfilmben. Olyan sorozatokban tűnt fel, mint a Howards End (2017), a Kisasszonyok (2017), a Lángoló világ (2019–2023) és a Ki vagy, doki? (2025). Szerepelt a The Last Photograph és az Egy kutya hazatér című filmekben is.

## Fiatalkora és tanulmányai
Az észak-londoni Canonbury városrészben nőtt fel, egy díjnyertes, Jan Kaplický építész által tervezett házban, a Hauer-King Házban. Édesanyja Debra Hauer, amerikai pszichoterapeuta és korábbi színházi producer, aki Walnut Creekből származik, édesapja pedig Jeremy King, neves londoni vendéglátós, eredetileg Burnham-on-Sea-ból. Hauer kettős, brit–amerikai állampolgársággal rendelkezik, és édesanyja zsidó vallása szerint nevelték. Anyai ágon lengyel zsidó bevándorlók leszármazottja, akik először Torontoban telepedtek le.
Hauer-King a The Hall Schoolba, majd az Eton College-ba járt, ezután a Cambridge-i Egyetem St John’s College-ában szerzett diplomát teológiából és vallástudományból, miközben tanulmányai alatt színpadi és filmes szerepeket is vállalt.

## Pályafutása
Hauer-King első nagyjátékfilmje Danny Huston The Last Photograph című filmjének főszerepe volt, amelynek világpremierjét az Edinburgh-i Nemzetközi Filmfesztiválon tartották. Ő játszotta Laurie-t a Kisasszonyok 2017-es BBC-változatában, Andrius Arast az Ashes in the Snowban (2018), Paul Wilcoxot az Howards Endben, valamint Davidet a Postcards from London (2018) című filmben. Lucas szerepében volt látható az Egy kutya hazatér (2019) című filmben. További szerepei közé tartozik A nevek dala és a This Is the Night. Harry Chase-t alakította a BBC Lángoló világ című második világháborús drámájában (2019-2023). Emellett Max Mallowant formálta meg a 2019-es Agatha és Ishtar átkában.
2019. november 12-én bejelentették, hogy Hauer-King Eric herceget fogja játszani A kis hableányban, amelyet 2023. május 26-án mutattak be a mozikban. Azóta Lali szerepében játszott a Sky Az auschwitzi tetováló című filmjének adaptációjában, valamint Milo Griffin karaktereként tűnt fel a 2025-ös Tudom, mit tettél tavaly nyáron horrorfilmben.

## Filmográfia

### Film
| Év   | Magyar cím                      | Eredeti cím                     | Szerep              | Magyar hang     |
| ---- | ------------------------------- | ------------------------------- | ------------------- | --------------- |
| 2017 |                                 | The Last Photograph             | Luke Hammond        |                 |
| 2018 |                                 | Postcards from London           | David               |                 |
| 2018 | Öregfiúk                        | Old Boys                        | Winchester          | Jéger Zsombor   |
| 2018 |                                 | Ashes in the Snow               | Andrius Aras        |                 |
| 2019 | Egy kutya hazatér               | A Dog's Way Home                | Lucas               |                 |
| 2019 | A nevek dala                    | The Song of Names               | Dovidl fiatalon     | Dékány Barnabás |
| 2021 |                                 | This Is the Night               | Christian Dedea     |                 |
| 2021 |                                 | Absence (rövidfilm)             | Absence (hangja)    |                 |
| 2022 |                                 | Safe Word                       | fiú                 |                 |
| 2023 | A kis hableány                  | The Little Mermaid              | Eric herceg         | Borbély Richárd |
| 2024 |                                 | William Tell                    | Rudenz              |                 |
| 2024 |                                 | A Beautiful Imperfection        | Giacomo Casanova    |                 |
| 2024 |                                 | Rich Flu                        | Sebastian Snail Jr. |                 |
| 2025 |                                 | The Threesome                   | Connor              |                 |
| 2025 | Tudom, mit tettél tavaly nyáron | I Know What You Did Last Summer | Milo Griffin        | Jéger Zsombor   |
| 2025 |                                 | A House of Dynamite             | ismeretlen szerep   |                 |
| 2026 |                                 | The Face of Horror              | Edward              |                 |

### Televízió
| Év        | Magyar cím             | Eredeti cím                    | Szerep                     | Megjegyzés                                  |
| --------- | ---------------------- | ------------------------------ | -------------------------- | ------------------------------------------- |
| 2017      | Howards End            | Howards End                    | Paul Wilcox                | - 2 epizód - magyar hangja: - Márkus Sándor |
| 2017      | Kisasszonyok           | Little Women                   | Theodore "Laurie" Laurence | - 3 epizód - magyar hangja: - Márkus Sándor |
| 2019–2023 | Lángoló világ          | World on Fire                  | Harry Chase                | főszerep                                    |
| 2019      | Agatha és Ishtar átka  | Agatha and the Curse of Ishtar | Max Mallowan               | tévéfilm                                    |
| 2022      |                        | The Flatshare                  | Mo                         | főszerep                                    |
| 2024      | Az auschwitzi tetováló | The Tattooist of Auschwitz     | Lale Sokolov               | főszerep                                    |
| 2025      | Ki vagy, doki?         | Doctor Who                     | Conrad Clark               | 3 epizód                                    |